# Jesse Divnich
Jesse Divnich est le vice-président de la section Insights and Analysis de Electronic Entertainment Design and Research (pt) (EEDAR).

## Biographie
Divnich est né à LaSalle, en Ontario, au Canada. Il vit actuellement à Carlsbad, en Californie, aux États-Unis. Divnich est diplômé de la Eastern Michigan University avec un Bachelor d'art en gestion d'entreprise. Il débute dans le secteur de la finance avec le Gerson Lehrman Group. Après cela, il devient consultant pour des investisseurs privés. Grâce à son succès dans le secteur financier de l'industrie du jeu vidéo, Divnich obtient la reconnaissance de plusieurs journalistes de jeux vidéo et de finances. Il est surtout connu pour ses apparitions sur G4TV, Forbes, The Street, Reuters, MarketWatch, GameSpot, GameDaily et dans ses propres « Divnich Tapes » sur Gamasutra. En 2009, Divnich publie régulièrement des articles sur IndustryGamer.com, appelés les « Divnich Debriefs ».